# 霍桑賈巴德縣

黑色部份即霍桑賈巴德縣

霍桑賈巴德縣是印度的一個縣，位於該國中部，由中央邦負責管轄，面積5,408平方公里，識字率為76.52%，2011年人口1,240,975，人口密度每平方公里229人。

## 外部連結
- （页面存档备份，存于） list of places in Hoshangabad

22°40′N 77°30′E / 22.667°N 77.500°E